# Alegeri prezidențiale în Republica Moldova, 2024
În Moldova au avut loc alegeri prezidențiale la 20 octombrie 2024, cu un tur de scrutin la 3 noiembrie. Președintele în exercițiu Maia Sandu, care a câștigat primul tur, și fostul procuror general Alexandr Stoianoglo, care a fost al doilea, au contestat turul doi, Sandu câștigând majoritatea voturilor și fiind realeasă pentru un al doilea mandat final.
The Guardian a descris aceste alegeri ca fiind niște alegeri ce vor dicta dacă Republica Moldova se duce spre vest sau spre Rusia, Maia Sandu reprezentând tabăra pro-Uniunea Europeană în timp ce Stoianoglo tabăra pro-Rusia. Potrivit Ziarului de Gardă, Victoria Furtună, care a ieșit pe locul cinci, a fost un candidat pro-rus.
În plus, în aceeași zi referendumul privind adăugarea obicetivului de aderare la UE în constituție a trecut cu „da” la limită. Acest lucru a fost văzut ca o victorie pentru Sandu care a făcut campanie pentru opțiunea „da”, totuși rezultatul a fost mult mai strâns decât era așteptat, un fapt pe care Sandu l-a învinuit pe presupusa intervenție sponsorizată de Rusia în alegeri, inclusiv cumpărarea de voturi organizată de grupuri formate din Rusia. Observatorii internaționali au remarcat, de asemenea, utilizarea abuzivă a resurselor administrative și acoperirea media dezechilibrată în favoarea titularului.

## Sistem electoral
Conform Constituției Republicii Moldova, mandatul președintelui este de 4 ani, cu posibilitate obținerii a încă unui singur mandat (în total, președintele poate avea maximum două mandate). Dacă în cadrul alegerilor niciun candidat nu a obținut 50%+1 din voturi, atunci se organizează turul al doilea, în care se confruntă primii doi candidați din primul tur după numărul de voturi. Este declarat câștigător cel care câștigă cele mai multe voturi în al doilea scrutin. Poate fi ales Președinte al Republicii Moldova cetățeanul cu drept de vot care are 40 de ani împliniți, a locuit sau locuiește permanent pe teritoriul Republicii Moldova nu mai puțin de 10 ani și posedă limba de stat.

## Candidați

### Oficiali
Următorii candidați au depus actele oficial la Comisia Electorală Centrală a Republicii Moldova pentru a candida în alegerile prezidențiale:
| Nume                | Născut                                             | Campanie                                                    | Carieră | Partid | Partid                                                         | Statut      |
| ------------------- | -------------------------------------------------- | ----------------------------------------------------------- | --- | ------ | -------------------------------------------------------------- | ----------- |
| Maia Sandu          | 24 mai 1972 (53) Risipeni, Raionul Fălești         | (website)                                                   | Președintele Republicii Moldova (2020–prezent) Prim-ministrul Republicii Moldova (2019) Ministrul Educației (2012–2015)                                        |        | Partidul Acțiune și Solidaritate                               | Înregistrat |
| Alexandr Stoianoglo | 3 June 1967 (58) Comrat                            |                                                             | Procuror General al Republicii Moldova (2019–2021) Vicepreședintele Parlamentului (2009–2010)                                                                  |        | Partidul Socialiștilor                                         | Înregistrat |
| Renato Usatîi       | 4 noiembrie 1978 (46) Fălești                      | (website)                                                   | Primarul Municipiului Bălți (2015–2018, 2019–2021) |        | Partidul Nostru                                                | Înregistrat |
| Vasile Tarlev       | 9 October 1963 (61) Bașcalia, Raionul Basarabeasca |                                                             | Prim-ministrul Republicii Moldova (2001–2008) |        | Partidul Viitorului Moldovei susținut de Partidul Comuniștilor | Înregistrat |
| Irina Vlah          | 26 February 1974 (51) Comrat                       | (website)                                                   | Guvernatorul Găgăuziei (2015–2023) |        | Independent                                                    | Înregistrat |
| Ion Chicu           | 28 February 1972 (53) Pîrjolteni, Raionul Călărași |                                                             | Prim-ministrul Republicii Moldova (2019–2020) Ministrul Finanțelor (2018–2019)                                                                                 |        | Partidul Dezvoltării și Consolidării Moldovei                  | Înregistrat |
| Andrei Năstase      | 6 August 1975 (50) Mîndrești, Raionul Telenești    | (website Arhivat în 20 octombrie 2024, la Wayback Machine.) | Viceprim-ministru și Ministru al Afacerilor Interne (2019) |        | Independent                                                    | Înregistrat |
| Octavian Țîcu       | 21 August 1972 (52) Costuleni, Raionul Ungheni     |                                                             | Deputat în Parlamentul Republicii Moldova (2019–2021) Ministrul Tineretului și Sportului (2013)                                                                |        | Blocul Împreună                                                | Înregistrat |
| Victoria Furtună    | 24 February 1981 (44) Hîncești                     | (website)                                                   | Procuror |        | Independent                                                    | Înregistrat |
| Tudor Ulianovschi   | 25 May 1983 (42) Florești                          | (website)                                                   | Ministru al Afacerilor Externe și Integrării Europene (2018–2019) Ambasador în Elveția și Liechtenstein; Reprezentant permanent la Națiunile Unite (2016–2018) |        | Independent                                                    | Înregistrat |
| Natalia Morari      | 12 January 1984 (41) Hîncești                      | (website)                                                   | Jurnalist Deținător al site-ului Morari.live |        | Independent                                                    | Înregistrat |

### Candidați respinși
Următorii candidați au fost respinși de CEC:
| Nume           | Născut                                          | Activitate politică precedentă                                                                                | Partid | Partid                             | Statut                        |
| -------------- | ----------------------------------------------- | --- | ------ | ---------------------------------- | ----------------------------- |
| Valeriu Pleșca | 8 noiembrie 1958 (66 ani) Dumitreni, RSSM, URSS | Ministrul Apărăii Naționale (2004–2007)                                                                       |        | Partidul Social Democrat European  | înregistrarea respinsă de CEC |
| Igor Munteanu  | 6 mai 1969 (56 ani) Lăpușna, RSSM, URSS         | Ambasador în Statele Unite, Canada și Mexic (2010–2015) Deputat în Parlamentul Republicii Moldova (2019–2021) |        | Coaliția pentru Unitate și Muncă   | înregistrarea respinsă de CEC |
| Vasile Bolea   | 27 octombrie 1982 (42 ani) Moscova, RSFSR, URSS | Deputat în Parlamentul Republicii Moldova (2014–prezent)                                                      |        | Blocul electoral „Victorie-Pobeda” | înregistrarea respinsă de CEC |

### Care au fost potențiali
De-a lungul timpului, mai mulți potențiali candidați au fost luați în calcul pentru a participa în cadrul alegerilor prezidențiale:
- Vladimir Voronin, președintele Republicii Moldova (2001–2009)[20][21]
- Gheorghe Gonța, jurnalist[22][5]
- Nicolae Eșanu, ex-viceministru al Justiției[5]

### Au refuzat să candideze
Potrivit situației de la 6 iunie 2024, următorii candidați au anunțat că nu vor candida: 
- Ion Ceban, primarul general al Chișinăului (2019–prezent)[23]
- Igor Dodon, președintele Republicii Moldova (2016–2020)[24]
- Vlad Filat, prim-ministrul Republicii Moldova (2009–2013)[25]
- Grigore Belostecinic, deputat în Parlamentul Republicii Moldova (2010–2015)[26]
- Alexandr Slusari, deputat în Parlament (2019–2021), președintele Forța Fermierilor[27][5][28]
- Teodor Cârnaț, membru al Consiliului Superior al Magistraturii (2013–2017)

## Sondaje de opinie

### Primul tur

#### Candidați înregistrați
| Data                            | Operatorul sondajului | Eșantion |             |                     |               |               |             |           |                |               |                  |                   |                | Niciunul/ Indeciși/ Absenți |
| Data                            | Operatorul sondajului | Eșantion | Maia Sandu  | Alexandr Stoianoglo | Renato Usatîi | Vasile Tarlev | Irina Vlah  | Ion Chicu | Andrei Năstase | Octavian Țîcu | Victoria Furtună | Tudor Ulianovschi | Natalia Morari | Niciunul/ Indeciși/ Absenți |
| Data                            | Operatorul sondajului | Eșantion | Independent | PSRM                | PN            | PVM           | Independent | PDCM      | Independent    | BÎ            | Independent      | Independent       | Independent    | Niciunul/ Indeciși/ Absenți |
| ------------------------------- | --------------------- | -------- | ----------- | ------------------- | ------------- | ------------- | ----------- | --------- | -------------- | ------------- | ---------------- | ----------------- | -------------- | --------------------------- |
| 11–16 octombrie 2024            | CBS Research–WatchDog | 1,034    | 35.8%       | 9.0%                | 6.4%          | 1.3%          | 2.2%        | 1.2%      | 0.8%           | 0.4%          | 1.4%             | 0.1%              | 0.5%           | 40.9%                       |
| 19 septembrie–10 octombrie 2024 | iData                 | 1,100    | 29.5%       | 11.6%               | 13.3%         | 6.1%          | 4.5%        | 3.4%      | 1.1%           | 1.3%          | 5.5%             | 4.3%              | 0.4%           | 19.0%                       |
| 13–22 septembrie 2024           | ASPEN–APEC–WatchDog   | 1,021    | 36.1%       | 10.1%               | 7.5%          | 1.8%          | 4.1%        | 2.5%      | 0.6%           | 0.8%          | 0.5%             | 0.8%              | 0.6%           | 34.6%                       |
| 13–18 septembrie 2024           | iData                 | 1,021    | 26.8%       | 11.2%               | 12.7%         | 6.3%          | 6.1%        | 4.1%      | 0.9%           | 0.7%          | 0.1%             | 3.5%              | 1.8%           | 25.8%                       |
| 30 august–2 septembrie 2024     | Intellect Group       | 596      | 24.5%       | 12.0%               | 6.2%          | 4.7%          | 5.0%        | 1.5%      | 3.5%           | –             | –                | –                 | 2.0%           | 40.6%                       |
| 19–25 august 2024               | iData                 | 1,004    | 27.5%       | 11.4%               | 11.6%         | 5.8%          | 3.3%        | 2.8%      | 1.2%           | –             | –                | –                 | –              | 36.4%                       |
| 20–23 august 2024               | CBS Research–WatchDog | 1,011    | 35.5%       | 9.9%                | 6.8%          | 1.8%          | 5.8%        | 3.0%      | 1.2%           | 1.3%          | 0.3%             | 0.2%              | 0.2%           | 34.0%                       |
| 8–21 iulie 2024                 | IMAS                  | 1,093    | 33.7%       | 11.5%               | 10.8%         | 1.2%          | 8.9%        | 6.0%      | 1.4%           | 0.9%          | –                | 0.1%              | 1.1%           | 24.4%                       |

#### Candidați ipotetici
| Data               | Operatorul sondajului  | Eșantion |             |            |                     |           |          |               |                  |           |               |             | Alții   | Niciunul/ Indeciși/ Absenți |
| Data               | Operatorul sondajului  | Eșantion | Maia Sandu  | Igor Dodon | Alexandr Stoianoglo | Ion Ceban | Ilan Șor | Marina Tauber | Vladimir Voronin | Ion Chicu | Renato Usatîi | Irina Vlah  | Alții   | Niciunul/ Indeciși/ Absenți |
| Data               | Operatorul sondajului  | Eșantion | Independent | PSRM       | Independent         | MAN       | ȘOR      | ȘOR           | PCRM             | PDCM      | PN            | Independent | Alții   | Niciunul/ Indeciși/ Absenți |
| ------------------ | ---------------------- | -------- | ----------- | ---------- | ------------------- | --------- | -------- | ------------- | ---------------- | --------- | ------------- | ----------- | ------- | --------------------------- |
| 30 Aug–2 Sep 2024  | Intellect Group        | 596      | 24.5%       | –          | 12.0%               | –         | –        | –             | 1.5%             | –         | 6.2%          | 5.0%        | 14.7%   | 20.7%                       |
| 19–25 Aug 2024     | iData                  | 1,004    | 27.5%       | –          | 11.4%               | –         | –        | –             | 2.8%             | –         | 11.6%         | 3.3%        | 21.2%   | 22.2%                       |
| 20–23 Aug 2024     | CBS Research–WatchDog  | 1,011    | 35.5%       | –          | 9.9%                | –         | –        | –             | 3.0%             | –         | 6.8%          | 5.8%        | 14.4%   | 24.6%                       |
| 8–21 Jul 2024      | IMAS                   | 1,093    | 33.7%       | –          | 11.5%               | –         | –        | –             | –                | 6.0%      | 10.8%         | 8.9%        | 10.3%   | 18.8%                       |
| 28 Jun–18 Jul 2024 | CBS-AXA-IPRE           | 1,119    | 30.3%       | 13.0%      | 1.0%                | 5.4%      | 2.5%     | –             | 3.4%             | 3.2%      | 6.5%          | 5.6%        | 6.3%    | 23%                         |
| 23 May–13 Jun 2024 | IRI                    | 1,225    | 34%         | 18%        | –                   | 4%        | 4%       | –             | –                | 5%        | 5%            | 4%          | 3%      | 24%                         |
| 22–27 May 2024     | iData                  | 1,022    | 30.4%       | 14.3%      | –                   | 3.0%      | –        | –             | 2.5%             | 6.1%      | 3.9%          | 1.6%        | 6.1%    | 32.1%                       |
| 2–19 May 2024      | IMAS                   | 1,088    | 35.2%       | 16.4%      | –                   | 5.9%      | –        | –             | 5.3%             | 5.7%      | 4.7%          | 4.1%        | 7.8%    | 14.9%                       |
| 6–13 Apr 2024      | CBS-AXA–WatchDog       | 1,008    | 35.1%       | 15.8%      | –                   | 5.4%      | 1.7%     | –             | 4.6%             | 5.6%      | 3.9%          | 4.5%        | 5.3%    | 18.0%                       |
| 18–24 Mar 2024     | iData                  | 1,131    | 27.9%       | 13.3%      | –                   | 4.4%      | –        | –             | 2.6%             | 5.7%      | 3.0%          | 4.3%        | 6.5%    | 32.3%                       |
| 27 Jan–22 Feb 2024 | IRI                    | 1,247    | 30%         | 24%        | –                   | 6%        | 4%       | –             | –                | 5%        | 4%            | 4%          | 1%      | 22%                         |
| 7–12 Feb 2024      | CBS Research           | 1,104    | 29.8%       | 14.8%      | –                   | 4.5%      | 8.5%     | –             | 1.6%             | 5.0%      | 4.4%          | 4.8%        | 4.1%    | 22.4%                       |
| 26–30 Jan 2024     | iData                  | 1,011    | 24.1%       | 29.7%      | 29.7%               | 29.7%     | 29.7%    | 29.7%         | 29.7%            | 29.7%     | 29.7%         | 29.7%       | 29.7%   | 46.2%                       |
| 29 Nov–16 Dec 2023 | IMAS                   | 954      | 30.1%       | 24.0%      | –                   | 8.1%      | –        | –             | 2.7%             | 6.1%      | 4.1%          | 5.6%        | 6.0%    | 13.3%                       |
| 2–24 Sep 2023      | IMAS                   | 822      | 27.8%       | 16.0%      | –                   | 6.0%      | –        | –             | 4.3%             | 5.9%      | 6.0%          | 4.9%        | 4.7%    | 24.4%                       |
| 9–23 Aug 2023      | CBS-AXA–IPP            | 1,215    | 29.4%       | 18.1%      | –                   | 5.6%      | 3.2%     | –             | 1.5%             | 4.1%      | 5.1%          | –           | 3.0%    | 30.1%                       |
| 13–28 Jun 2023     | CBS-AXA–IPRE           | 1,120    | 32.6%       | 17.8%      | –                   | 5.3%      | 3.3%     | 3.0%          | 4.3%             | 2.9%      | 4.3%          | –           | 1.5%    | 24.0%                       |
| 10–19 Jun 2023     | CBS-AXA–WatchDog       | 1,121    | 37.9%       | 14.2%      | –                   | 6.2%      | 2.5%     | 3.5%          | 4.7%             | 5.0%      | 4.7%          | –           | 3.0%    | 18.3%                       |
| 2–19 May 2023      | IMAS                   | 1,112    | 28.5%       | 23.9%      | –                   | 8.3%      | –        | 2.7%          | 3.7%             | 7.2%      | 3.8%          | –           | 4.1%    | 18.0%                       |
| 27 Apr–8 May 2023  | iData                  | 1,049    | 30.4%       | 18.3%      | –                   | 6.7%      | 12.2%    | –             | –                | 5.9%      | 4.5%          | 2.8%        | 1.5%    | 17.7%                       |
| 4–13 Apr 2023      | CBS-AXA–WatchDog       | 1,015    | 38.3%       | 18.4%      | –                   | 6.2%      | 2.5%     | 2.2%          | 3.2%             | 4.9%      | 3.2%          | –           | 1.9%    | 19.2%                       |
| 15–26 Mar 2023     | iData                  | 1,065    | 29.4%       | 17.6%      | –                   | 7.2%      | 9.2%     | –             | 0.9%             | 5.4%      | 1.7%          | 3.1%        | 1.7%    | 23.9%                       |
| 24 Feb–3 Mar 2023  | CBS-AXA–WatchDog       | 1,000    | 31.8%       | 17.8%      | –                   | 4.7%      | 2.0%     | 1.8%          | 3.5%             | 3.3%      | 2.0%          | 2.1%        | 2.1%    | 28.8%                       |
| 6–23 Feb 2023      | IMAS                   | 1,100    | 25.2%       | 20.4%      | –                   | 8.2%      | –        | 4.3%          | 4.9%             | 5.4%      | 3.4%          | –           | 3.8%    | 24.6%                       |
| 17–26 Jan 2023     | CBS-AXA–WatchDog       | 1,001    | 28.2%       | 17.6%      | –                   | 8.5%      | 4.2%     | 2.4%          | 3.9%             | 3.9%      | 3.5%          | 1.8%        | 4.0%    | 21.8%                       |
| 15–26 Dec 2022     | iData                  | 1,006    | 27.2%       | 24.1%      | –                   | 10.0%     | 13.4%    | 0.2%          | 0.6%             | 5.0%      | 0.5%          | 0.1%        | 3.0%    | 16.0%                       |
| 10–29 Nov 2022     | IMAS                   | 1,100    | 26.9%       | 19.6%      | –                   | 8.8%      | –        | 2.8%          | 4.0%             | 7.1%      | 2.2%          | –           | 7.3%    | 21.3%                       |
| 29 Oct–10 Nov 2022 | CBS Research/IPP       | 1,134    | 27.3%       | 15.4%      | –                   | 7.1%      | 9.1%     | –             | 4.3%             | –         | 2.9%          | –           | 3.5%    | 30.5%                       |
| 29 Sep–11 Oct 2022 | IDIS–CBS Research–IPRI | 1,066    | 34.1%       | 19.1%      | –                   | 7.1%      | 6.3%     | –             | 5.2%             | 2.5%      | 3.3%          | 1.2%        | 3.2%    | 18.1%                       |
| 6–18 Jul 2022      | IMAS                   | 1,007    | 24.4%       | 25.4%      | –                   | 9.2%      | –        | 3.6%          | 7.1%             | 5.2%      | 2.8%          | –           | c. 5.4% | 16.0%                       |

### Al doilea tur

#### Sandu vs. Stoianoglo
| Data                            | Operatorul sondajului | Eșantion |             |                     | Niciunul/ Indeciși/ Absenți |
| Data                            | Operatorul sondajului | Eșantion | Maia Sandu  | Alexandr Stoianoglo | Niciunul/ Indeciși/ Absenți |
| Data                            | Operatorul sondajului | Eșantion | Independent | PSRM                | Niciunul/ Indeciși/ Absenți |
| ------------------------------- | --------------------- | -------- | ----------- | ------------------- | --------------------------- |
| 19 septembrie–10 octombrie 2024 | iData                 | 1,100    | 60,6%       | 36.4%               | 3.0%                        |
| 13–18 septembrie 2024           | iData                 | 1,021    | 59.4%       | 31.9%               | 8.7%                        |

#### Sandu vs. Usatîi
| Data                            | Operatorul sondajului | Eșantion |             |               | Niciunul/ Indeciși/ Absenți |
| Data                            | Operatorul sondajului | Eșantion | Maia Sandu  | Renato Usatîi | Niciunul/ Indeciși/ Absenți |
| Data                            | Operatorul sondajului | Eșantion | Independent | PN            | Niciunul/ Indeciși/ Absenți |
| ------------------------------- | --------------------- | -------- | ----------- | ------------- | --------------------------- |
| 19 septembrie–10 octombrie 2024 | iData                 | 1,100    | 38.6%       | 35.6%         | 25.8%                       |
| 13–18 septembrie 2024           | iData                 | 1,021    | 35.1%       | 32.2%         | 32.7%                       |

## Susținere

### Susținerea partidelor
Tabelul de mai jos prezintă partidele politice și alte organizații politice care au susținut oricare dintre candidații în primul și al doilea tur al alegerilor prezidențiale.
| Partid/organizație | Partid/organizație                                | Ideologie              | Primul tur | Primul tur            | Al doilea tur                     | Al doilea tur                     |
| ------------------ | ------------------------------------------------- | ---------------------- | ---------- | --------------------- | --------------------------------- | --------------------------------- |
|                    | Partidul Acțiune și Solidaritate                  | Liberalism             |            | Maia Sandu            |                                   | Maia Sandu                        |
|                    | Partidul Socialiștilor din Republica Moldova      | Socialism              |            | Alexandr Stoianoglo   |                                   | Alexandr Stoianoglo               |
|                    | Partidul Acțiunii Comune – Congresul Civic        | Democrație socialistă  |            | Alexandr Stoianoglo   |                                   | Alexandr Stoianoglo               |
|                    | Partidul Nostru                                   | Conservatorism social  |            | Renato Usatîi         | Nu a luat o poziție               | Nu a luat o poziție               |
|                    | Platforma Moldova                                 | Populism de stânga     |            | Irina Vlah            |                                   | Împotriva Maiei Sandu             |
|                    | Partidul Viitorului Moldovei                      | Naționalism de stânga  |            | Vasile Tarlev         |                                   | Împotriva Maiei Sandu             |
|                    | Partidul Comuniștilor din Republica Moldova       | Comunism               |            | Vasile Tarlev         |                                   | Alexandr Stoianoglo               |
|                    | Partidul Dezvoltării și Consolidării Moldovei     | Creștin democrație     |            | Ion Chicu             |                                   | Împotriva Maiei Sandu             |
|                    | Platforma Demnitate și Adevăr                     | Liberalism             |            | Octavian Țîcu         |                                   | Împotriva lui Stoianoglo          |
|                    | Partidul Schimbării                               | Liberalism conservator |            | Octavian Țîcu         |                                   | Împotriva lui Stoianoglo          |
|                    | Liga Orașelor și Comunelor                        | Localism               |            | Octavian Țîcu         |                                   | Împotriva lui Stoianoglo          |
|                    | Victorie                                          | Moldovenism            |            | Împotriva Maiei Sandu |                                   | Împotriva Maiei Sandu             |
|                    | Alianța Liberalilor și Democraților pentru Europa | Liberalism social      |            | Fără candidat         |                                   | Împotriva lui Stoianoglo          |
|                    | Mișcarea Alternativa Națională                    | Social democrație      |            | Fără candidat         |                                   | Nu a luat încă poziție            |
|                    | Partidul Liberal Democrat din Moldova             | Conservatorism liberal |            | Fără candidat         |                                   | Împotriva Maiei Sandu             |
|                    | Partidul Verde Ecologist                          | Politică verde         |            | Fără candidat         |                                   | Maia Sandu                        |
|                    | Partidul Liberal                                  | Liberalism conservator |            | Fără candidat         |                                   | Maia Sandu                        |
|                    | Coaliția pentru Unitate și Prosperitate           | Liberalism             |            | Fără candidat         | Participă fără a lua vreo poziție | Participă fără a lua vreo poziție |

### Susținere pentru candidații din turul doi
| Candidat | Candidat          | Primul tur | Susținere         | Susținere                |
| -------- | ----------------- | ---------- | ----------------- | ------------------------ |
|          | Renato Usatîi     | 13.79%     | Nu a luat poziție | Nu a luat poziție        |
|          | Irina Vlah        | 5.38%      |                   | Împotriva Maiei Sandu    |
|          | Victoria Furtună  | 4.45%      |                   | Alexandr Stoianoglo      |
|          | Vasile Tarlev     | 3.19%      |                   | Împotriva Maiei Sandu    |
|          | Ion Chicu         | 2.06%      |                   | Împotriva Maiei Sandu    |
|          | Octavian Țîcu     | 0.93%      |                   | Împotriva lui Stoianoglo |
|          | Andrei Năstase    | 0.64%      | Nu a luat poziție | Nu a luat poziție        |
|          | Natalia Morari    | 0.61%      |                   | Împotriva Maiei Sandu    |
|          | Tudor Ulianovschi | 0.52%      | Nu a luat poziție | Nu a luat poziție        |

## Rezultate

Polarizarea pe UTA-uri în turul 2

| Candidat                                                            | Candidat             | Partid                                        | Turul 1   | Turul 1 | Turul 2   | Turul 2 |
| Candidat                                                            | Candidat             | Partid                                        | Voturi    | %       | Voturi    | %       |
| ------------------------------------------------------------------- | -------------------- | --------------------------------------------- | --------- | ------- | --------- | ------- |
|                                                                     | Maia Sandu           | Partidul Acțiune și Solidaritate              | 656,852   | 42.49   | 930,139   | 55.35   |
|                                                                     | Stoianoglo Alexandru | Partidul Socialiștilor                        | 401,215   | 25.95   | 750,430   | 44.65   |
|                                                                     | Renato Usatîi        | Partidul Nostru                               | 213,169   | 13.79   |           |         |
|                                                                     | Irina Vlah           | Independent                                   | 83,193    | 5.38    |           |         |
|                                                                     | Victoria Furtună     | Independent                                   | 68,778    | 4.45    |           |         |
|                                                                     | Vasile Tarlev        | Partidul Viitorului Moldovei                  | 49,316    | 3.19    |           |         |
|                                                                     | Ion Chicu            | Partidul Dezvoltării și Consolidării Moldovei | 31,797    | 2.06    |           |         |
|                                                                     | Octavian Țîcu        | Blocul Împreună                               | 14,326    | 0.93    |           |         |
|                                                                     | Andrei Năstase       | Independent                                   | 9,946     | 0.64    |           |         |
|                                                                     | Natalia Morari       | Independent                                   | 9,444     | 0.61    |           |         |
|                                                                     | Tudor Ulianovschi    | Independent                                   | 7,995     | 0.52    |           |         |
| Voturi valide                                                       | Voturi valide        | Voturi valide                                 | 1,546,031 | 98.82   | 1,680,608 | 98.86   |
| Voturi nule                                                         | Voturi nule          | Voturi nule                                   | 18,464    | 1.18    | 19,337    | 1.14    |
| Total                                                               | Total                | Total                                         | 1,564,495 | 100.00  | 1,680,608 | 100.00  |
| Înscriși/prezență                                                   | Înscriși/prezență    | Înscriși/prezență                             | 3,023,506 | 51.74   | 3,128,349 | 54.34   |
| Sursă: CEC Arhivat în 23 decembrie 2024, la Wayback Machine. și CEC |                      |                                               |           |         |           |         |

### Participarea electoratului în turul întâi de scrutin (20 octombrie 2024)
Președintele în exercițiu, Maia Sandu și Alexandr Stoianoglo au avansat în al doilea tur, Sandu câștigând primul tur cu aproximativ 42 la sută. Cel mai mult a obținut în zona centrală a țării, cu rezultate mai modeste la Chișinău: cu 48,32% din voturi, a obținut cel mai bun rezultat al ei de 59,97% în raionul Ialoveni. Cel mai puternic rezultat al lui Sandu a fost în străinătate, cu 70,71% din voturi. În schimb, ea a înregistrat cele mai slabe rezultate în autonomia Găgăuziei și în raionul Taraclia, cu majoritate bulgară, cu 2,26%, respectiv 4,44% din voturi. Între timp, Stoianoglo, originar din Găgăuzia, și-a asigurat cel mai bun rezultat acolo, cu ceva mai puțin de 50% din voturi. Pe lângă Găgăuzia, a avut rezultate bune și în nordul țării, la fel și la Taraclia.
| Unitate Teritorială                                          | Prezență | Maia Sandu | Alexandr Stoianoglo | Renato Usatîi | Irina Vlah |
| ------------------------------------------------------------ | -------- | ---------- | ------------------- | ------------- | ---------- |
| Municipiul Bălți                                             | 51,72%   | 21,11%     | 34,14%              | 18,85%        | 16,46%     |
| Municipiul Chișinău                                          | 54,44%   | 48,47%     | 28,16%              | 8,28%         | 5,67%      |
| ↳ Sectorul Botanica                                          | 53,87%   | 41,27%     | 34,33%              | 7,27%         | 7,55%      |
| ↳ Sectorul Buiucani                                          | 54,95%   | 49,93%     | 27,43%              | 7,95%         | 5,15%      |
| ↳ Sectorul Centru                                            | 57,85%   | 49,99%     | 27,35%              | 8,03%         | 5,26%      |
| ↳ Sectorul Ciocana                                           | 52,65%   | 49,77%     | 27,97%              | 7,61%         | 5,73%      |
| ↳ Sectorul Rîșcani                                           | 55,87%   | 45,51%     | 31,90%              | 6,69%         | 6,45%      |
| ↳ Suburbia Municipiului Chișinău                             | 52,60%   | 55,87%     | 19,20%              | 11,86%        | 3,54%      |
| Anenii Noi                                                   | 44,99%   | 40,61%     | 28,22%              | 14,20%        | 4,31%      |
| Basarabeasca                                                 | 38,76%   | 29,17%     | 28,71%              | 10,45%        | 10,60%     |
| Briceni                                                      | 41,64%   | 19,66%     | 42,99%              | 14,07%        | 7,86%      |
| Cahul                                                        | 41,24%   | 37,18%     | 31,11%              | 12,09%        | 6,37%      |
| Cantemir                                                     | 37,43%   | 44,26%     | 24,09%              | 15,97%        | 4,60%      |
| Călărași                                                     | 42,03%   | 50,98%     | 20,53%              | 15,06%        | 1,66%      |
| Căușeni                                                      | 42,48%   | 41,63%     | 25,46%              | 15,00%        | 2,56%      |
| Cimișlia                                                     | 39,34%   | 43,19%     | 23,29%              | 12,84%        | 3,83%      |
| Criuleni                                                     | 49,63%   | 51,56%     | 19,58%              | 16,37%        | 1,83%      |
| Dondușeni                                                    | 51,20%   | 18,44%     | 41,59%              | 13,63%        | 9,80%      |
| Drochia                                                      | 46,22%   | 24,20%     | 31,29%              | 26,92%        | 5,54%      |
| Dubăsari                                                     | 45,08%   | 31,79%     | 35,29%              | 14,61%        | 3,32%      |
| Edineț                                                       | 45,85%   | 22,19%     | 37,96%              | 13,48%        | 11,50%     |
| Fălești                                                      | 47,58%   | 23,50%     | 27,47%              | 34,60%        | 6,70%      |
| Florești                                                     | 46,11%   | 27,84%     | 31,73%              | 20,46%        | 5,33%      |
| Glodeni                                                      | 45,54%   | 23,76%     | 29,50%              | 23,83%        | 7,59%      |
| Hîncești                                                     | 39,35%   | 50,79%     | 20,50%              | 16,85%        | 1,28%      |
| Ialoveni                                                     | 47,10%   | 59,95%     | 12,84%              | 14,23%        | 1,27%      |
| Leova                                                        | 40,49%   | 40,18%     | 29,36%              | 14,60%        | 2,65%      |
| Nisporeni                                                    | 39,71%   | 51,37%     | 17,18%              | 17,29%        | 0,68%      |
| Ocnița                                                       | 48,18%   | 14,16%     | 41,54%              | 10,63%        | 18,26%     |
| Orhei                                                        | 45,58%   | 38,75%     | 20,75%              | 11,66%        | 3,84%      |
| Rezina                                                       | 46,96%   | 37,82%     | 28,85%              | 15,86%        | 2,15%      |
| Rîșcani                                                      | 47,98%   | 22,47%     | 38,75%              | 19,18%        | 8,34%      |
| Sîngerei                                                     | 43,68%   | 31,25%     | 28,80%              | 23,36%        | 4,68%      |
| Soroca                                                       | 46,17%   | 29,39%     | 37,76%              | 15,69%        | 4,17%      |
| Strășeni                                                     | 44,88%   | 54,89%     | 17,43%              | 16,89%        | 1,48%      |
| Șoldănești                                                   | 46,61%   | 31,61%     | 28,40%              | 20,33%        | 1,84%      |
| Ștefan Vodă                                                  | 42,35%   | 39,47%     | 28,67%              | 15,85%        | 2,27%      |
| Taraclia                                                     | 49,50%   | 4,44%      | 41,73%              | 1,12%         | 15,68%     |
| Telenești                                                    | 43,62%   | 47,76%     | 15,98%              | 15,74%        | 0,98%      |
| Ungheni                                                      | 45,56%   | 34,16%     | 29,81%              | 19,64%        | 2,27%      |
| UTA Găgăuzia                                                 | 49,54%   | 2,26%      | 48,67%              | 0,67%         | 15,19%     |
| UTA Stânga Nistrului                                         | 99,98%   | 25,21%     | 35,41%              | 7,16%         | 15,70%     |
| Voturi din străinătate                                       | 99,76%   | 70,71%     | 8,06%               | 14,66%        | 1,59%      |
| Total                                                        | 51,74%   | 42,49%     | 25,95%              | 13,79%        | 5,38%      |
| Sursă: CEC Arhivat în 23 decembrie 2024, la Wayback Machine. |          |            |                     |               |            |

Harta prezenței în turul I la vot pe raion
Rezultatele pentru Maia Sandu în turul I pe raion:      70–80%      50–60%     40–50%     30–40%     20–30%     10–20%     0–10%
Rezultatele pentru Alexandr Stoianoglo în turul I pe raion:      40–50%     30–40%     20–30%     10–20%     0–10%
Rezultatele pentru Renato Usatîi în turul I pe raion:      30–40%     20–30%     10–20%     0–10%
Rezultatele pentru Irina Vlah în turul I pe raion:      10–20%     0–10%

### Participarea electoratului în turul doi de scrutin (3 noiembrie 2024)
Președinta în exercițiu Maia Sandu l-a învins pe Alexandr Stoianoglo cu aproximativ 55% din voturi, față de 45% din voturi. Stoianoglo a condus numărătoarea în interiorul Moldovei, în special în zonele rurale și în sudul țării și Transnistria, obținând 51,2%. El a înregistrat rezultate decisive consecutive în Găgăuzia și Taraclia, obținând peste 90% din voturi în fiecare. Cu toate acestea, Sandu a condus în voturi la Chișinău și în alte orașe, în rândul tinerilor și al diasporei moldovenești. Ea și-a asigurat cel mai bun rezultat în raionul Ialoveni, care a fost și cea mai puternică performanță a sa în primul tur. Stoianoglo a câștigat șapte subdiviziuni unde a pierdut în primul tur: și-a asigurat raionul Fălești câștigat inițial de Usatîi, precum și raioanele Sîngerei, Șoldănești, Dubăsari, Basarabeasca, Cahul și Botanica din Chișinău câștigată anterior de Sandu.
| Unitate Teritorială              | Prezență | Maia Sandu | Alexandr Stoianoglo |
| -------------------------------- | -------- | ---------- | ------------------- |
| Municipiul Bălți                 | 51,99%   | 30,02%     | 69,98%              |
| Municipiul Chișinău              | 56,34%   | 57,38%     | 42,62%              |
| ↳ Sectorul Botanica              | 55,88%   | 49,32%     | 50,68%              |
| ↳ Sectorul Buiucani              | 56,88%   | 58,37%     | 41,63%              |
| ↳ Sectorul Centru                | 59,38%   | 58,47%     | 41,53%              |
| ↳ Sectorul Ciocana               | 54,92%   | 58,67%     | 41,33%              |
| ↳ Sectorul Rîșcani               | 57,88%   | 52,86%     | 47,14%              |
| ↳ Suburbia Municipiului Chișinău | 54,20%   | 68,20%     | 31,80%              |
| Anenii Noi                       | 46,53%   | 53,47%     | 46,53%              |
| Basarabeasca                     | 39,67%   | 39,80%     | 60,20%              |
| Briceni                          | 42,31%   | 29,06%     | 70,94%              |
| Cahul                            | 42,49%   | 48,98%     | 51,02%              |
| Cantemir                         | 38,19%   | 59,57%     | 40,43%              |
| Călărași                         | 44,39%   | 67,30%     | 32,70%              |
| Căușeni                          | 43,53%   | 56,29%     | 43,71%              |
| Cimișlia                         | 39,95%   | 57,94%     | 42,06%              |
| Criuleni                         | 51,43%   | 67,82%     | 32,18%              |
| Dondușeni                        | 51,75%   | 27,90%     | 72,10%              |
| Drochia                          | 45,65%   | 37,46%     | 62,54%              |
| Dubăsari                         | 47,13%   | 44,08%     | 55,92%              |
| Edineț                           | 46,67%   | 32,16%     | 67,84%              |
| Fălești                          | 46,14%   | 38,16%     | 61,84%              |
| Florești                         | 46,17%   | 40,97%     | 59,03%              |
| Glodeni                          | 45,65%   | 37,26%     | 62,74%              |
| Hîncești                         | 40,69%   | 67,48%     | 32,52%              |
| Ialoveni                         | 49,30%   | 75,50%     | 24,50%              |
| Leova                            | 41,25%   | 55,90%     | 44,10%              |
| Nisporeni                        | 41,18%   | 69,27%     | 30,73%              |
| Ocnița                           | 48,66%   | 20,23%     | 79,77%              |
| Orhei                            | 46,55%   | 52,24%     | 47,76%              |
| Rezina                           | 47,89%   | 52,50%     | 47,50%              |
| Rîșcani                          | 48,17%   | 33,17%     | 66,83%              |
| Sîngerei                         | 43,75%   | 46,74%     | 53,26%              |
| Soroca                           | 46,76%   | 41,81%     | 58,19%              |
| Strășeni                         | 46,58%   | 71,41%     | 28,59%              |
| Șoldănești                       | 47,73%   | 47,51%     | 52,49%              |
| Ștefan Vodă                      | 43,05%   | 54,29%     | 45,71%              |
| Taraclia                         | 50,20%   | 5,71%      | 94,29%              |
| Telenești                        | 44,63%   | 67,84%     | 32,16%              |
| Ungheni                          | 46,38%   | 50,60%     | 49,40%              |
| UTA Găgăuzia                     | 51,91%   | 2,96%      | 97,04%              |
| UTA Stânga Nistrului             | 100,00%  | 20,60%     | 79,40%              |
| Voturi din străinătate           | 99,23%   | 82,92%     | 17,08%              |
| Total                            | 54,29%   | 55,35%     | 44,65%              |
| Sursă: CEC                       |          |            |                     |

Harta prezenței în turul II la vot pe raion
Rezultatele pentru Maia Sandu în turul II pe raion:      80–90%     70–80%     60–70%     50–60%     40–50%     30–40%     20–30%     0–10%
Rezultatele pentru Alexandr Stoianoglo în turul II pe raion:      90–100%     70–80%     60–70%     50–60%     40–50%     30–40%     20–30%     10–20%

## Urmări
Președintele Maia Sandu a atribuit rezultatul primului tur și al referendumului ingerinței străine și l-a descris drept un „atac fără precedent la democrație”, adăugând că guvernul său are dovezi că au fost cumpărate 150.000 de voturi, cu un obiectiv de 300.000. Uniunea Europeană a mai spus că cele două exerciții au avut loc „sub o ingerință și intimidare fără precedent din partea Rusiei și a împuterniciților săi”. Statele Unite au remarcat, de asemenea, încercările Rusiei de a „submina alegerile din Moldova și integrarea sa europeană”. Kremlinul, ca răspuns, a denunțat voturile din Moldova ca fiind „nelibere”, punând la îndoială ceea ce spunea că este o creștere „greu de explicat” a voturilor în favoarea lui Sandu și a referendumului pro-UE și a provocat-o să „prezinte dovezi” pentru presupul amestec în treburile interne.

### Acuzații de cumpărare de voturi
400 de cetățeni ai Moldovei sunt investigați pentru acuzația de primire de mită pentru a alege opțiunea „nu” la referendum și pentru a vota candidatul desemnat la alegerile prezidențiale. Cei găsiți vinovați ar fi fost amendați cu 37.000 de lei moldovenești (peste 1.900 de euro), dar aveau posibilitatea de a nu primi pedepse dacă cooperează cu autoritățile.
Șeful Poliției Republicii Moldova, Viorel Cernăuțeanu, a declarat, pe 24 octombrie, că, din septembrie, un total de 39 de milioane de dolari, inclusiv 15 milioane în acea lună și 24 de milioane în octombrie, au fost transferați către peste 138.000 de persoane din Moldova prin intermediul băncii ruse Promsvyazbank. care este interzisă în Moldova. El a adăugat că numărul persoanelor care au beneficiat de acest sistem ar fi mult mai mare, deoarece ar fi primit bani nu numai pentru ei înșiși, ci și pentru membrii familiei lor. Se credea că acest sistem de transfer de bani a început la sfârșitul primăverii și a fost realizat prin aplicații pe care oamenii le-au descărcat cu instrucțiuni de la chatboții interactivi de pe Telegram. Acest lucru le-a permis să intre în sistem și să beneficieze de transferuri de la bancă. Cernăuțeanu a declarat că poliția moldovenească a documentat și a oprit activitatea unor astfel de roboți în 97 de grupuri de Telegram.

### Reacții internaționale
Misiunea OSCE de observare a alegerilor a scris că procesul de vot a fost primit „covârșitor de pozitiv” de către observatorii săi. Potrivit raportului, „administrația electorală a lucrat profesionist și a demonstrat imparțialitate în luarea deciziilor”, în timp ce „libertățile fundamentale au fost în general respectate și concurenții au putut face campanie liber”. În ceea ce privește peisajul media, raportul a precizat că „majoritatea interlocutorilor MOA ODIHR au informat că condițiile de lucru în mass-media fără interferențe s-au îmbunătățit”, cu toate acestea, a remarcat și utilizarea greșită a resurselor administrative de către campania lui Sandu și a concluzionat că media nu oferă șanse pe deplin egale, cu mai multe organizații media, în special radiodifuzorul public Teleradio-Moldova, care o favorizează pe Sandu și guvernul. De asemenea, Comisia Electorală nu a soluționat plângerile în timp util și nu a abordat în mod corespunzător acuzațiile de abuz în funcție de către titularul aflat în funcție. Raportul a recunoscut, de asemenea, preocupările legate de interferența străină ilegală și campaniile de dezinformare.

### Reacții interne
Într-o declarație din 24 octombrie, Sandu a declarat că, în ciuda cazurilor de cumpărare de voturi, ea a respins sugestiile de anulare și repetare a alegerilor, deoarece „nimeni nu are dreptul de a refuza cetățenilor o exprimare masivă, onestă și liberă a voinței lor”. Ea a mai spus că, fără cumpărarea de voturi, „am fi avut o victorie clară atât pentru alegerile prezidențiale, cât și pentru referendum”, și a mai îndemnat justiția din Republica Moldova să „se trezească” și să abordeze problema mituirii electorale.